# Bouraoui Belhadef
Bouraoui Belhadef (în arabă بوراوى بلهادف) este o comună din provincia Jijel, Algeria.
Populația comunei este de 10.336 de locuitori (2008).